# Fork in the Road
Fork in the Road je třicáté studiové album Neila Younga. Album vydalo v roce 2009 vydavatelství Reprise Records. Album produkovalo duo The Volume Dealers (Neil Young a Niko Bolas).

## Seznam skladeb
Všechny skladby napsal Neil Young.
| Pořadí         | Název                | Délka |
| -------------- | -------------------- | ----- |
| 1.             | When Worlds Collide  | 4:14  |
| 2.             | Fuel Line            | 3:11  |
| 3.             | Just Singing a Song  | 3:31  |
| 4.             | Johnny Magic         | 4:18  |
| 5.             | Cough Up the Bucks   | 4:38  |
| 6.             | Get Behind the Wheel | 3:08  |
| 7.             | Off the Road         | 3:22  |
| 8.             | Hit the Road         | 3:36  |
| 9.             | Light a Candle       | 3:01  |
| 10.            | Fork in the Road     | 5:47  |
| Celková délka: | Celková délka:       | 38:46 |

## Sestava
- Neil Young – elektrická kytara, akustická kytara, zpěv
- Ben Keith – lap steel kytara, elektrická kytara, Hammond B-3, zpěv
- Anthony Crawford – akustická kytara, elektrická kytara, klavír, Hammond B-3, zpěv
- Pegi Young – vibrafon, akustická kytara, zpěv
- Rick Rosas – basová kytara
- Chad Cromwell – bicí